# Block B – Unter Arrest
Block B – Unter Arrest ist eine deutsche Fernsehserie, die den Alltag in einem Gefängnis für Frauen erzählt. Block B ist die deutsche Adaption der australischen Serie Wentworth. Die Serie wurde vom 12. März 2015 bis 30. April 2015 beim Privatsender RTL ausgestrahlt.
Am 26. Juni 2015 teilte RTL mit, dass man die Serie aufgrund zu geringer Zuschauerzahlen nicht fortsetzen werde.

## Handlung
Beatrice „Bea“ Kröger wird wegen versuchten Totschlags an ihrem Mann Holger angeklagt. In U-Haft in der JVA Tempelhof muss sie sich schnell ihren Platz erkämpfen und lernt, dass sie niemand anders trauen kann als sich selbst.

## Produktion und Ausstrahlung
Anfang November 2013 gab RTL bekannt, dass man vorhabe, die australische Gefängnis-Serie Wentworth zu adaptieren. Produziert wird die Serie von UFA Serial Drama. Anfang 2014 wurde stark über eine Beteiligung von Sıla Şahin in der Fernsehserie spekuliert. Dies stellte sich im Januar 2015 als richtig heraus, als Şahin öffentlich bekannt machte, in der Serie eine Bordellbetreiberin zu spielen. Außerdem wurde vermeldet, dass die Serie in Deutschland Reutlitz heißen könnte. Mitte Juni 2014 begann man mit der Bekanntgabe der Besetzung. Die ersten Hauptrollen konnten sich Katrin Sass und Nina Hoger sowie Claudia Michelsen sichern, während die Rolle der Hauptdarstellerin mit Gisa Zach besetzt werden konnte. Die Dreharbeiten zu den ersten zehn Folgen fanden zwischen dem 10. März und dem 8. Juni 2014 in Berlin-Tempelhof statt.
Zunächst war eine Ausstrahlung für den Herbst 2014 geplant, doch RTL schob die Fernsehserie in das Frühjahr 2015. Die erste Staffel war vom 12. März 2015 bis 30. April 2015 auf dem Sender im Anschluss an Alarm für Cobra 11 – Die Autobahnpolizei zu sehen. Am 26. Juli 2015 gab RTL bekannt, aufgrund niedriger Zuschauerzahlen keine zweite Staffel zu produzieren.

## Personen

### Bea Kröger
Bea sitzt wegen versuchten Totschlags an ihrem Ehemann in Untersuchungshaft und wartet dort auf ihren Prozess. Sie lernt dort, dass man in einem Gefängnis ums Überleben kämpfen muss. Am Anfang soll sie Drogen in die JVA Tempelhof schmuggeln, was ihr aber nicht gelingt. Als sie erfährt, dass ihre Tochter Sophie tot ist, ist sie geschockt und findet heraus, dass diese einen Freund hatte, nämlich Ritas Sohn. Sie stellt Rita zur Rede, und als diese die Tat gesteht, attackiert sie Rita und ermordet sie offensichtlich.

### Rita Plattner
Rita ist die mächtigste Insassin in der JVA Tempelhof. Von ihrer lebenslangen Haftstrafe hat sie bereits 5 Jahre abgesessen. Sie sieht ihren Posten der „Chefin“ aber durch Chris und später auch durch Bea bedroht. Während sie versucht, Chris zu vergewaltigen, kommt ihr Sohn Julius mit Beas Tochter Sophie zusammen. Julius ermordet für Rita Sophie. Als Bea das herausfindet und Rita zugibt, für den Tod von Sophie verantwortlich zu sein, wird sie von Bea attackiert und offensichtlich getötet.

### Gabi Reimers
Gabi ist bis Folge 4 die Insassenvertreterin, musste dann aber aufgrund von Alkoholrückfällen den Titel abgeben. Sie sitzt wegen Mords in der JVA Tempelhof.

### Janina Romano
Janina ist seit Folge 5 die Insassenverteterin. Sie ist die Ziehmutter von Steffis Tochter Kaya. Sie selbst sitzt wegen Mord an ihrer eigenen Tochter in der JVA Tempelhof.

### Chris Wuttke
Chris ist die Erzfeindin von Rita und möchte gerne ihren Platz einnehmen. Am Anfang wird sie oft von Rita attackiert, schlägt dann später aber erfolgreich zurück und nachdem Rita wegen des vermeintlichen Mordes an Petra Weissner ihren Titel verliert, erkämpft sie sich ihn. In Wirklichkeit hat sie aber durch einen Unfall während eines Aufstandes Petra Weissner getötet.

### Jan Höffner
Jan ist der leitende Vollzugsbeamte in der JVA Tempelhof. Er war früher Soldat und erschoss ein Kind in einem Krieg. Er ist ein guter Freund von Alex und verliebt sich in Vera, trennt sich aber später wieder von ihr.

### Vera Böhme
Vera ist eine Vollzugsbeamtin in der JVA Tempelhof und lebt bei ihrer Mutter. Sie selbst ist sehr schüchtern und verliebt sich später in Jan, doch aus den beiden wird nichts.

### Ariane Delbrück
Ariane ist die Gefängnisleiterin und die Nachfolgerin von Petra Weissner.

### Alex Weissner
Alex ist der Ehemann von Petra Weissner, die bei einem Aufstand ums Leben kommt.

## Besetzung

### Hauptrolle
| Schauspieler      | Rolle                    | Folgen | Bemerkungen |
| ----------------- | ------------------------ | ------ | --- |
| Katrin Sass       | Rita Plattner (†)        | 1–10   | Gefängnisinsassin; Ehefrau von Joachim und Mutter von Julius; wird von Bea attackiert erliegt vermutlich ihren in Folge 10 erlittenen Verletzungen |
| Gisa Zach         | Beatrice „Bea“ Kröger    | 1–10   | Gefängnisinsassin; Ehefrau von Holger; Mutter von Sophie                                                                                           |
| Nina Hoger        | Gabi Reimers             | 1–10   | Gefängnisinsassin, bis Folge 4 Insassenvertreterin                                                                                                 |
| Ulrike Röseberg   | Janina Romano            | 1–10   | Gefängnisinsassin; Ziehmutter von Kaya; ab Folge 5 Insassenvertreterin                                                                             |
| Claudia Gaebel    | Christine „Chris“ Wuttke | 1–10   | Gefängnisinsassin |
| Marc Ben Puch     | Jan Höffner              | 1–10   | Leitender Vollzugsbeamter |
| Winnie Böwe       | Vera Böhme               | 1–10   | Vollzugsbeamtin und stellvertretende Gefängnisleiterin                                                                                             |
| Patricia Aulitzky | Ariane Dellbrück         | 1–10   | Juristin; ab Folge 2 Gefängnisleiterin |
| Krunoslav Šebrek  | Alex Weissner            | 1–10   | Vollzugsbeamter; Witwer von Petra Weissner |

### Nebenrolle
| Schauspieler         | Rolle             | Folgen       | Bemerkungen                                                                                         |
| -------------------- | ----------------- | ------------ | --------------------------------------------------------------------------------------------------- |
| Claudia Michelsen    | Petra Weissner †  | 1, 4, 7, 10  | Gefängnisleiterin; Ehefrau von Alex Weissner; wird versehentlich von Chris erstochen Tod in Folge 1 |
| Amy Mußul            | Vivien Ben Hayali | 1–10         | Gefängnisinsassin                                                                                   |
| Marie Schöneburg     | Mel Kaiser        | 1–10         | Gefängnisinsassin                                                                                   |
| Stephanie Petrowitz  | Linda Holfeld     | 1–8, 10      | Vollzugsbeamtin                                                                                     |
| Idil Baydar          | Roz               | 1–10         | Gefängnisinsassin                                                                                   |
| Julia Pappenberger   | Pep               | 1, 3, 6–10   | Gefängnisinsassin                                                                                   |
| Beate Maria Schulz   | Kathleen Schmitz  | 1–4          | Gefängnisinsassin                                                                                   |
| Caroline Scholze     | Steffi Hesse      | 1–3, 6       | Gefängnisinsassin; Mutter von Kaya                                                                  |
| Lucas Prisor         | Holger Kröger     | 1–2, 6, 9–10 | Beas Ehemann und Sophies Vater                                                                      |
| Luise Befort         | Sophie Kröger †   | 1–4, 6–9     | Tochter von Bea und Holger; wird von Julius durch eine Überdosis Heroin ermordet Tod in Folge 8     |
| Peter Zimmermann     | Dr. Lutz Groth    | 2, 4–6, 9–10 | Referatsleiter                                                                                      |
| Christina Athenstädt | Frauke Lanz       | 2, 6         | Journalistin                                                                                        |
| Hauke Diekamp        | Julius Plattner   | 3–4, 7–8     | Sohn von Rita und Joachim                                                                           |
| Klaus-Dieter Klebsch | Joachim Plattner  | 4, 8         | Ehemann von Rita und Vater von Julius                                                               |
| Anne-Kathrin Gummich | Sabine            | 6–10         | Gefängnisinsassin                                                                                   |

## Episodenliste
| Nr. (ges.)                                                                         | Nr. (St.) | Originaltitel        | Erstausstrahlung D | Regie           | Drehbuch         | Zuschauer |
| ---------------------------------------------------------------------------------- | --------- | -------------------- | ------------------ | --------------- | ---------------- | --------- |
| 1                                                                                  | 1         | Willkommen Zuhause   | 12. März 2015      | Kai Meyer-Ricks | Inka Thelen      | 2,46 Mio. |
| Gastdarsteller: Daniel Brockhaus als Kalle                                         |           |                      |                    |                 |                  |           |
| 2                                                                                  | 2         | Aus dem Bauch heraus | 12. März 2015      | Kai Meyer-Ricks | Julia Meimberg   | 2,08 Mio. |
| Gastdarsteller: Rüdiger Klink als Lehrer Bleiming                                  |           |                      |                    |                 |                  |           |
| 3                                                                                  | 3         | Allein               | 19. März 2015      | Kai Meyer-Ricks | Andreas Fuhrmann | 1,81 Mio. |
| Gastdarsteller: Thomas Schmuckert als Hannes Klein                                 |           |                      |                    |                 |                  |           |
| 4                                                                                  | 4         | Unsere Schuld        | 19. März 2015      | Kai Meyer-Ricks | Inka Thelen      | 1,81 Mio. |
| Gastdarsteller: Axel Buchholz als Michael Reimers, Karin Ugowski als Maria Reimers |           |                      |                    |                 |                  |           |
| 5                                                                                  | 5         | Hinter dem Vorhang   | 26. März 2015      | Tina Kriwitz    | Julia Meimberg   | 1,58 Mio. |
| Gastdarsteller: Ole Eisfeld als Mark, Sıla Şahin als Kay Dogan                     |           |                      |                    |                 |                  |           |
| 6                                                                                  | 6         | Die Gefangene        | 2. Apr. 2015       | Tina Kriwitz    | Julia Meimberg   | 1,36 Mio. |
| 7                                                                                  | 7         | Etwas stirbt         | 9. Apr. 2015       | Tina Kriwitz    | Frank Speelmans  | 1,66 Mio. |
| 8                                                                                  | 8         | Psychospielchen      | 16. Apr. 2015      | Jörg Mielich    | Julia Meimberg   | 1,67 Mio. |
| 9                                                                                  | 9         | Bis zum Mond         | 23. Apr. 2015      | Jörg Mielich    | —                | 1,88 Mio. |
| 10                                                                                 | 10        | Schachmatt           | 30. Apr. 2015      | Jörg Mielich    | Frank Speelmans  | 1,86 Mio. |

## DVD-Veröffentlichung
- Staffel 1 erschien am 15. Mai 2015 auf DVD und Blu-Ray